# NGC 2808
NGC 2808 è un ammasso globulare nella costellazione australe della Carena.
È individuabile 5 gradi a nord della stella Beta Carinae, Miaplacidus; visibile con un binocolo 10x50 nelle notti buie, è un bell'oggetto con telescopi amatoriali di apertura maggiore di 100mm. Un riflettore di 200mm già individua le componenti più luminose, che sono di tredicesima magnitudine. È uno degli ammassi globulari più densi che si conoscano, essendo di classe I, e dista dal Sole quasi 31.000 anni-luce; la sua scoperta avvenne ad opera di James Dunlop, nel 1826.